# Ослінг
Ослінг (нім. Oßling, в.-луж. Wóslink) — громада в Німеччині, розташована в землі Саксонія. Входить до складу району Бауцен.
Площа — 43,58 км2. Населення становить 2262 ос. (станом на 31 грудня 2020).